# أوغدن هوفمان
أوغدن هوفمان (بالإنجليزية: Josiah Ogden Hoffman) هو محامي وسياسي أمريكي، ولد في 13 أكتوبر 1794 في نيويورك في الولايات المتحدة، وتوفي بنفس المكان في 1 مايو 1856. حزبياً، نشط في الحزب الديمقراطي. وقد انتخب عضو جمعية ولاية نيويورك وانتخب عضو مجلس النواب الأمريكي.